# Bataille de Pech-David
Insurrection royaliste de 1799 dans le Toulousain
Batailles
- Pech-David
- Colomiers
- L'Isle Jourdain
- Carbonne
- Beaumont de Lomagne
- Montréjeau

La bataille de Pech-David se déroule lors de l'insurrection toulousaine de 1799.

## La bataille
Du 5 au 9 août, les paysans insurgés tentent de s'emparer de la ville de Toulouse avant de se replier sur les hauteurs de Pech-David, à l'entrée sud de la ville de Toulouse. Ils ne sont qu'au nombre de 700, dont une cinquantaine armés de mauvais fusils. Les défenseurs de la ville disposent d'une trentaine de chasseurs à cheval, de la gendarmerie, et de la garde nationale. Les insurgés sont repoussés par une sortie des troupes du général Aubugeois. Selon les rapports républicains, les insurgés perdent 300 hommes, tandis que les Républicains ne déplorent que 3 ou 4 blessés.